# Pyrzyce
Pyrzyce (Duits: Pyritz) is een stad in het Poolse woiwodschap West-Pommeren, gelegen in de powiat Pyrzycki. De oppervlakte bedraagt 38,79 km², het inwonertal 12.752 (2005).
Pyrzyce is de hoofdplaats van de gemeente Pyrzyce.
De stad Pyritz werd in 1882 ontsloten door de spoorlijn van de Stargard-Cüstriner Eisenbahn-Gesellschaft van Stargard naar Küstrin (Pools: Kostrzyn nad Odrą). Küstrin was een spoorwegknooppunt met lijnen richting Berlijn, Koningsbergen, Stettin (Szczecin) en Breslau (Wroclaw). Vanuit Stargard kon per spoor het oosten van Pommeren en Danzig (Gdańsk) worden bereikt.
In 1898 kwamen er twee verbindingen van de Pyritzer Bahnen bij naar Plönzig (Płońsko Pyrzyckie) en Klein Schönfeld (Chwarstnica). De lijn uit Stargard werd in 1899 uitgebreid met een verbinding naar station Jädickendorf (Godków), gelegen aan de lijn van Stettin (Szczecin) naar Breslau (Wroclaw). Hiermee was er een tweede verbinding ontstaan naar Berlijn via de ook in 1899 gereed gekomen spoorlijn vanuit Jädickendorf via Wriezen. 